# Iridoideae
Iridoideae Klatt es una de las 4 subfamilias en las que subdividen la familia de las iridáceas (Iridaceae). Las especies en esta subfamilia presentan tépalos separados, flores con simetría radial, estilos petaloideos y rizomas (raramente bulbos). Es una subfamilia especializada tanto en aspectos florales como fitoquímicos, con distribución global aunque predominantemente del Hemisferio Sur. 
Es la única subfamilia de las iridáceas con representantes en Sudamérica. 
Los géneros tradicionalmente reconocidos Bernardiella, Galaxia, Gynandiris, Hexaglottis, Homeria,  Sessilstigma y Roggeveldia, han sido incluidos en el género africano Moraea. Por otro lado, los géneros americanos de Iridaceae Salpingostylis, Cardiostigma e Itysa han sido incluidos dentro del género Calydorea. Asimismo, estudios moleculares y filogenéticos han permitido incluir a los géneros monotípicos de origen asiático Belamcanda y Pardanthopsis en Iris.
Las iridóideas constan de 4 tribus y de los siguientes géneros:

## Tribus y Géneros
- Tribu: Irideae
  - Géneros: Dietes - Ferraria - Hermodactylus - Iris - Moraea
- Tribu: Mariceae
  - Géneros:  Neomarica - Pseudotrimezia - Trimezia
- Tribu: Sisyrinchieae
  - Géneros: Diplarrena - Libertia - Olsynium - Orthrosanthus - Sisyrinchium - Solenomelus - Tapeinia
- Tribu: Tigridieae
  - Géneros: Ainea - Alophia - Calydorea - Cardenanthus - Cipura - Cobana - Cypella - Eleutherine - Ennealophus - Fosteria - Gelasine - Herbertia - Kelissa - Lethia - Mastigostyla - Nemastylis - Onira - Sessilanthera - Tigridia